# Taybosc
Taybosc is een gemeente in het Franse departement Gers (regio Occitanie) en telt 55 inwoners (2009). De plaats maakt deel uit van het arrondissement Condom.

## Geografie
De oppervlakte van Taybosc bedraagt 5,8 km², de bevolkingsdichtheid is dus 9,5 inwoners per km².
De onderstaande kaart toont de ligging van Taybosc met de belangrijkste infrastructuur en aangrenzende gemeenten.

## Demografie
Onderstaande figuur toont het verloop van het inwonertal (bron: INSEE-tellingen).